# Course de chars

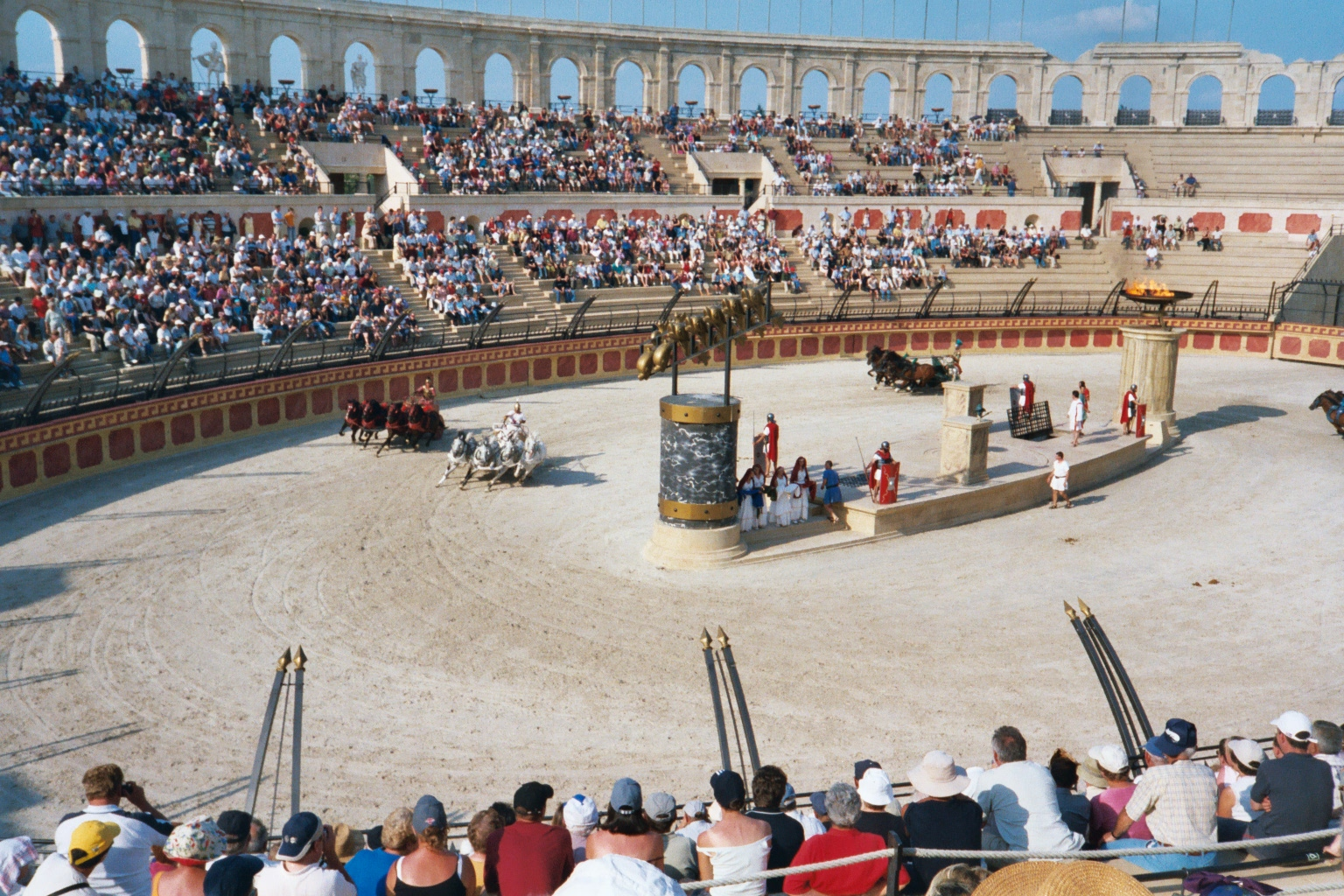
Une reconstitution de courses de chars au Puy du Fou.

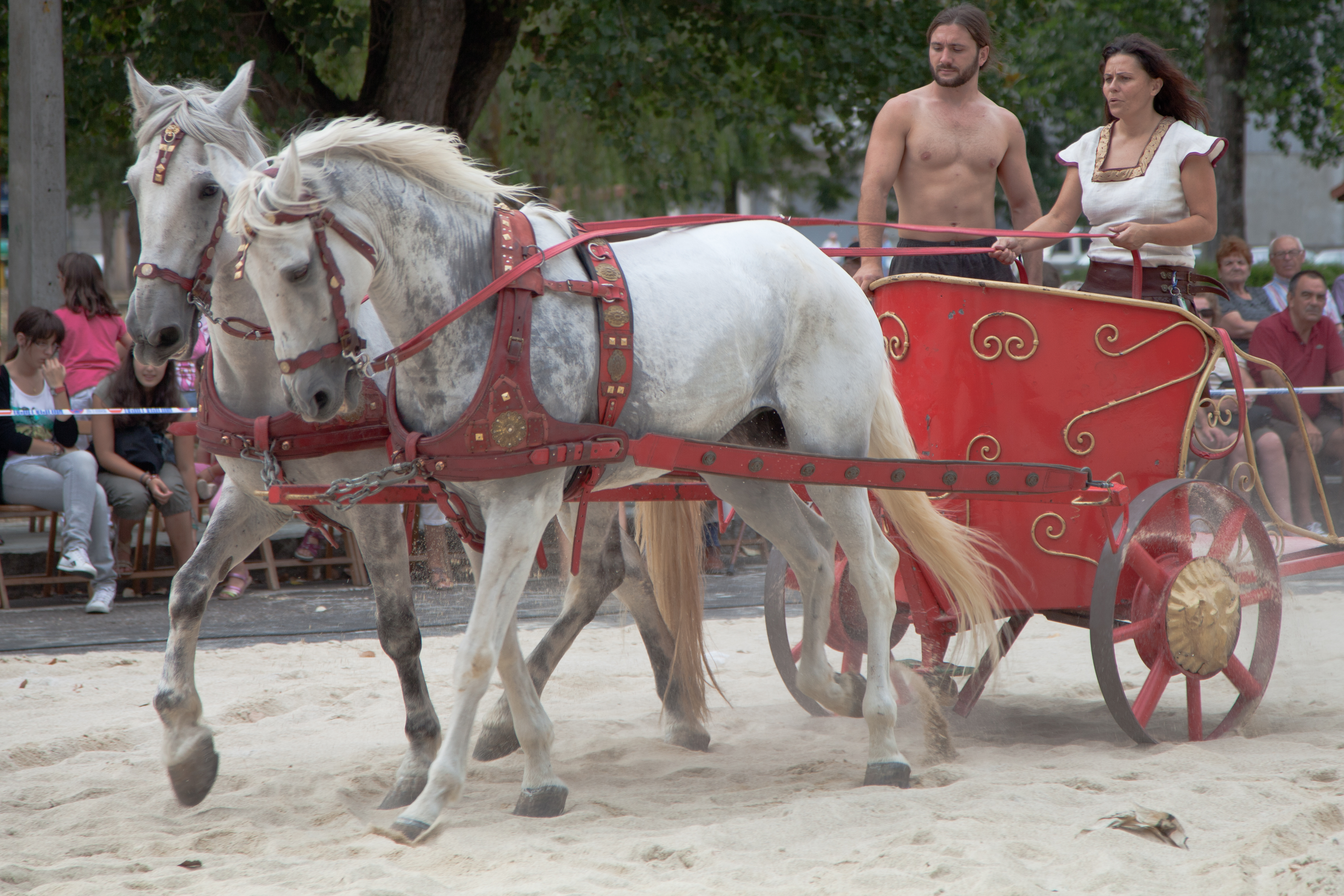
Reconstitution d'un char romain

Les  courses de chars (en grec ancien : ἁρματοδρομία / harmatodromia, en latin : ludi circenses) constituaient l'événement à nature sportive et religieuse majeure de l’Antiquité grecque, de l’Empire romain et de l'Empire byzantin, pratiquées dans le cadre de nombreux jeux panhelléniques. Les graves blessures et quelquefois la mort que ces courses pouvaient entraîner pour les participants donnaient à l'épreuve une dimension spectaculaire qui contribua à son succès auprès du public. Chaque char était tiré par un, deux (bige, originellement un jeu étrusque), trois (trige), quatre (quadrige) ou six chevaux. Les chars de compétition étaient conduits par des auriges.
Dans les courses de chars romains, les équipes représentaient différents groupes de bailleurs de fonds souvent concurrents pour obtenir les services de pilotes qualifiés. Les conflits entre les fidèles des différentes équipes étaient parfois politisés, ce qui explique le souci qu'avaient les empereurs romains puis byzantins de contrôler des équipes.
La course de chars déclina après la chute de l'Empire romain d'Occident, ne survivant que pour un temps assez court dans l'Empire byzantin, où le rôle politique de premier plan des factions traditionnelles romaines persista voire s'accentua. Leur rivalité atteignit son apogée lors des émeutes de Nika, qui marqua le début du déclin progressif de ce sport.
La course de chars antique, ancêtre direct de la course attelée, reste un sujet artistique populaire, notamment à travers le roman et les films de Ben-Hur, comme le film de 1959 avec Charlton Heston, mais aussi différents tableaux, spectacles, et des reconstitutions modernes.

## Histoire

### Grèce Antique
La civilisation mycénienne (à partir de 1535 av. J.-C.) a livré les témoignages les plus anciens de l’existence de ce sport, notamment sur la décoration de poteries. Un certain nombre de fragments de poteries montrent deux ou plusieurs chars, de toute évidence au milieu d'une course. Selon Bennett, il s'agit d'une indication claire que les courses de chars existaient en tant que sport dès le XIIIe siècle av. J.-C.. La première référence littéraire à une course de chars est due à Homère, lorsqu’il décrit les jeux funéraires de Patrocle. Les participants à cette course sont Diomède, Eumélos, Antiloque, Ménélas et Mérion. La course, un tour autour de la souche d'un arbre, est remportée par Diomède, qui reçoit comme prix une esclave et un chaudron. La mythologie grecque relate aussi une course de char comme événement fondateur des Jeux olympiques . Selon Pindare, le roi Œnomaos promet la main de sa fille Hippodamie à quiconque pourrait le battre dans une course de char ; il est défait par Pélops et c’est en l'honneur de la victoire de ce dernier que les Jeux sont créés,.

#### Jeux Olympiques

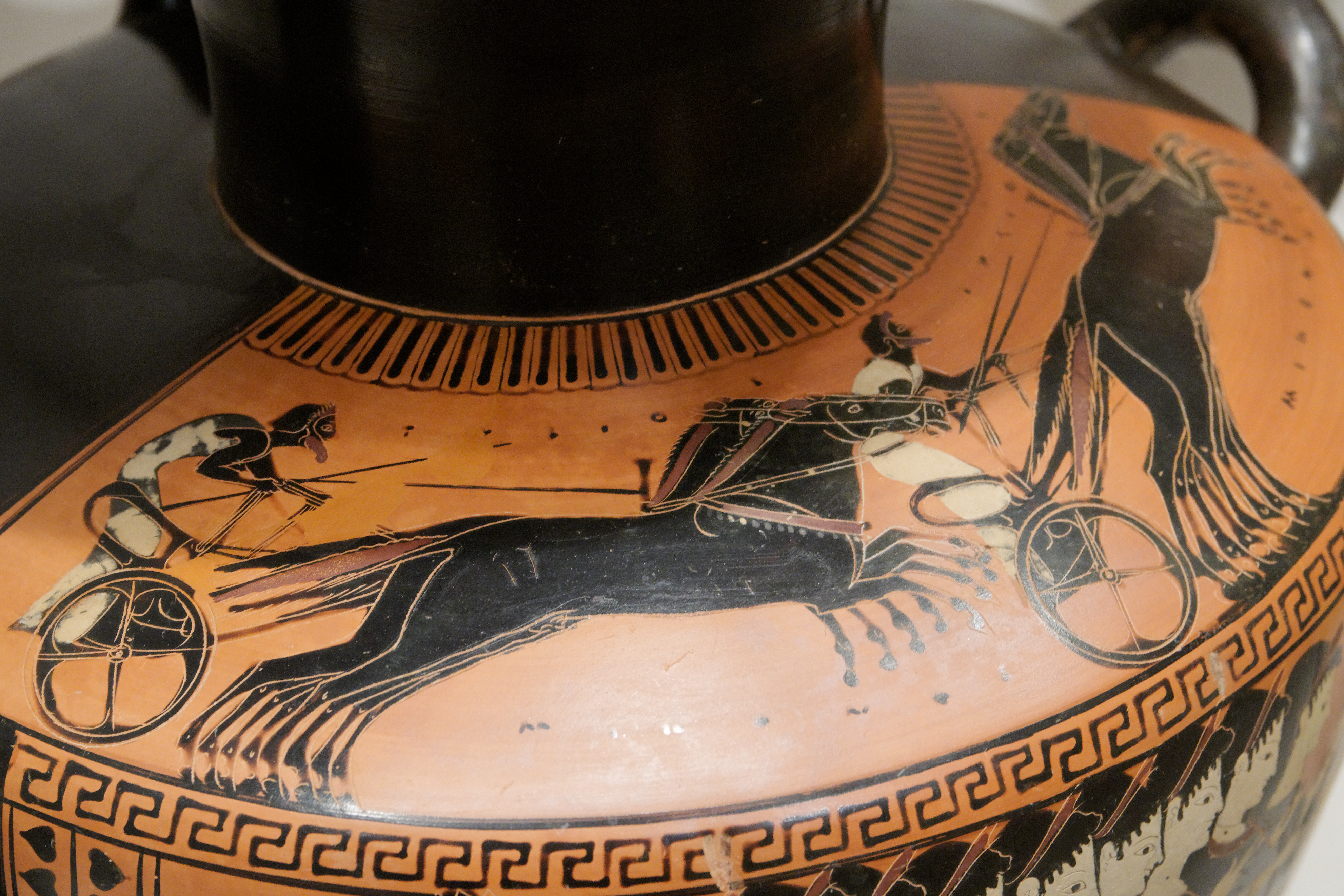
Course de chars sur une hydrie de l'Attique, 510 av. J.-C.

Aux Jeux Olympiques de l'Antiquité, ainsi que dans les Jeux panhelléniques, il y avait lors des courses de chars soit un quadrige à quatre chevaux appelé tethrippon, en grec ancien, τέθριππον, soit un char tiré par deux chevaux (synoris, en grec ancien, συνωρίς), sans que les caractéristiques des chars eux-mêmes diffèrent réellement. Les attelages à deux chevaux, synoris, succédèrent aux quadriges en 384 av. J.-C., mais ces derniers furent réintroduits en 268 av. J.-C.. Les courses de chars figurèrent au programme des Jeux olympiques antiques à partir 620 av. J.-C. mais ne constituèrent pas l’évènement fondateur et principal des Jeux, l'histoire contredisant ici le mythe,. La course de chars n'était pas aussi prestigieuse que le stadion, mais se révéla plus importante que d'autres événements équestres tels que la course de chevaux montés.[réf. nécessaire]
Les courses elles-mêmes (celles des chars et les courses équestres) avaient lieu à l'hippodrome. Si on dispose de peu d'informations concernant la construction d'hippodromes avant la période romaine, on sait qu'à Olympie l'hippodrome était situé à l'angle sud-est du sanctuaire, sur la zone située au sud du grand appartement du stade. Jusqu'à récemment, son emplacement exact était inconnu, car il était enfoui sous plusieurs mètres de sédiments du fleuve Alphée. Ce n'est qu'en 2008 que Norbert Muller et le personnel de l'Institut archéologique allemand ont localisé au radar un grand bâtiment rectangulaire correspondant à la description de Pausanias. Ce dernier, qui visita Olympie au IIe siècle av. J.-C., a en effet laissé un témoignage où il décrit le monument comme grand et de forme allongée, un espace plat d'environ 780 mètres de long et 320 mètres de large (quatre stades de long, et un stade et quatre plethrons de large). L'hippodrome était divisé longitudinalement en deux voies par une pierre ou une barrière en bois, l’embolon. Il était entouré par des estrades naturelles (au nord) et artificielles (au sud et à l'est) pour les spectateurs, une place particulière étant réservée aux juges sur le côté ouest de la rive nord.

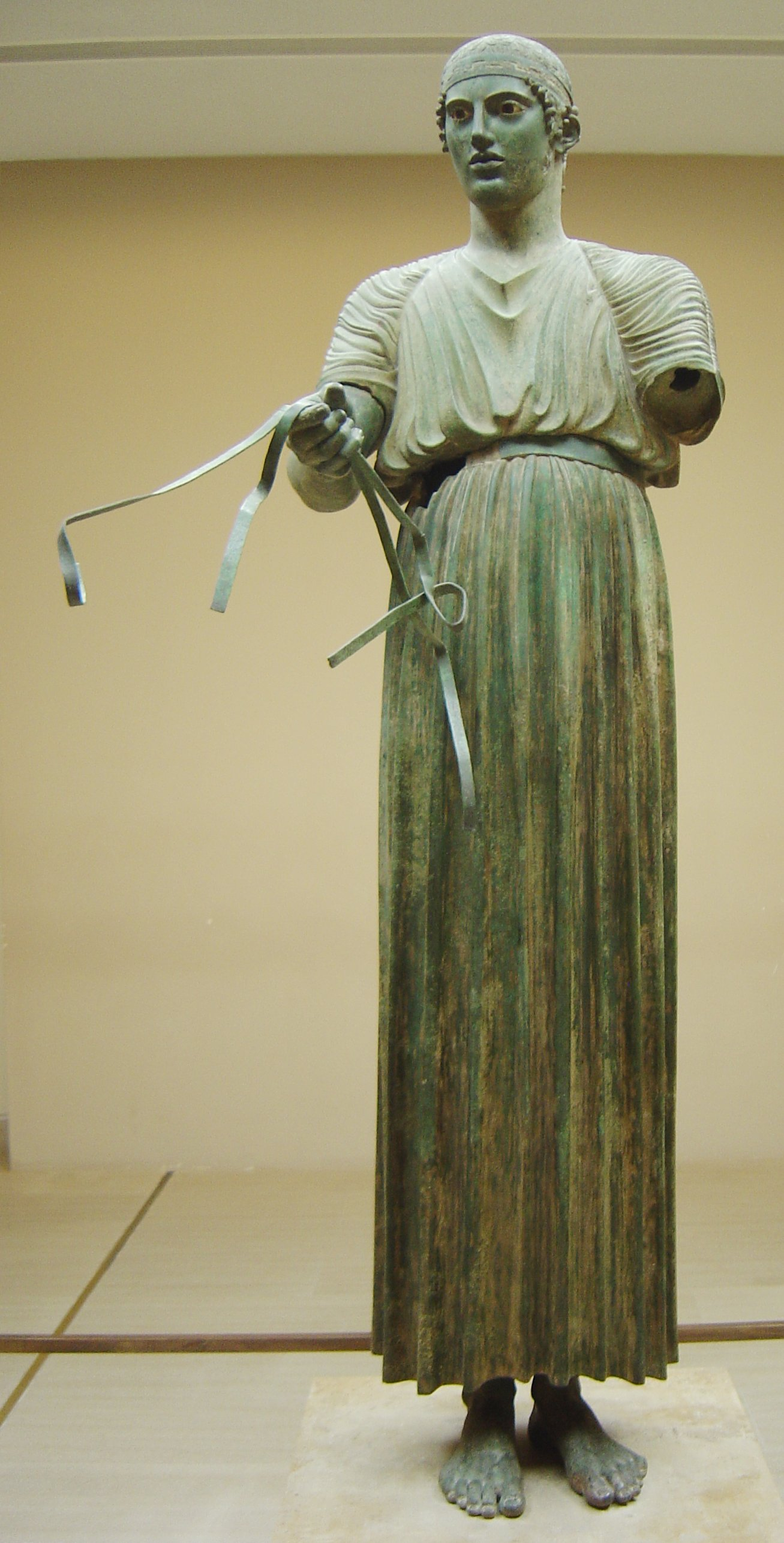
L’aurige de Delphes est l'une des plus célèbres sculptures de la Grèce antique. Comme les jockeys modernes, les auriges sont choisis pour leur légèreté, mais ils doivent également être grands, de sorte qu'ils sont souvent adolescents.

La course débutait par une procession dans l'hippodrome, tandis qu'un héraut annonçait les noms des pilotes et des propriétaires. Le tethrippon commençait par faire douze tours autour de l'hippodrome, avec des virages serrés autour des poteaux à chaque extrémité. Divers dispositifs mécaniques étaient utilisés pour manier les grilles de départ ou hyspleges, (singulier : hýsplex), en grec ancien, ὕσπληγξ - ὕσπληγγες que l'on abaissait pour commencer la course. Selon Pausanias, ces grilles, inventées par l'architecte Cleœtas, étaient décalées de sorte que les chars à l'extérieur commençaient la course plus tôt que ceux à l'intérieur. D'autres dispositifs mécaniques connus sous le nom d'« aigle » et de « dauphin » étaient soulevés pour signifier que la course débutait et abaissés à chaque tour restant. Il s'agit probablement des sculptures en bronze de ces animaux, fixées sur des poteaux sur la ligne de départ.
Dans la plupart des cas, le propriétaire ne conduisait pas lui-même le char. En 416 av. J.-C., Alcibiade envoya sept chars dans la course, ce que nul autre n'avait fait avant lui, et remporta le premier, le deuxième et le quatrième prix, selon Thucydide(Alcibiade donna son nom à de nombreux chevaux par la suite). Philippe II de Macédoine remporta une épreuve olympique de char, avec l'objectif de prouver qu'il n'était pas un barbare. S'il avait conduit le char lui-même, il aurait probablement été considéré comme inférieur à un barbare. Toutefois, le poète Pindare fait l'éloge du courage d'Hérodote de Thèbes pour la conduite de son char. La distinction entre propriétaire et conducteur du char explique que les femmes pouvaient techniquement gagner la course, alors qu'elles n'étaient pas autorisées à participer ou même à regarder les Jeux. Un exemple notable, mais isolé : celui de la spartiate Cynisca, fille d'Archidamos II, qui aurait remporté la course de chars à deux reprises. Les courses de chars étaient un moyen pour les Grecs de démontrer leur richesse et leur gloire, comme l'illustre bien le cas d'Alcibiade.
Le cocher était parfois un membre de la famille du propriétaire du char, ou dans la plupart des cas un esclave ou un professionnel embauché. Si conduire un char dans une course nécessitait une force peu commune et beaucoup de courage, peu de noms des conducteurs de chars grecs sont parvenus jusqu'à nous. On peut cependant citer le cas de Carrhôtos, loué par Pindare pour avoir gardé son char intact : cependant, contrairement à la majorité des conducteurs de chars, Carrhôtos est l'ami et le beau-frère de l'homme pour qui il a piloté, Arcésilas IV de Cyrène, de sorte que son succès confirme celui du mode traditionnel d'organisation de la société aristocratique.

#### Autres grands festivals
En raison de l'augmentation du nombre de cités grecques de l'époque classique, d'autres grands festivals émergèrent en Asie Mineure, dans la Grande-Grèce et le continent en offrant la possibilité aux athlètes de gagner la célébrité et la richesse. Mis à part les Jeux olympiques, les jeux publics les plus respectés étaient les Jeux pythiques à Delphes ; au Ve siècle av. J.-C., le poète Pindare précise que « la course des quadriges » a lieu « dans les vallons de Crisa ». Les Jeux isthmiques se déroulaient à Corinthe, les Jeux néméens, à Némée puis à Argos, et les Jeux des Panathénées, à Athènes, où le vainqueur de la course quadrige gagnait 140 amphores remplies d'huile d'olive, prix très recherché et précieux dans l'Antiquité. Des boucliers en bronze étaient offerts à Argos et de la vaisselle d'argent à Marathon. Les athlètes qui revenaient avec ces prix en tiraient des avantages divers dans leurs villes natales, comme des exonérations fiscales, des vêtements, des repas gratuits et de l'argent. Une autre forme de courses de chars aux Jeux Panathénées est connue sous le nom d’apobatai.

### Rome antique

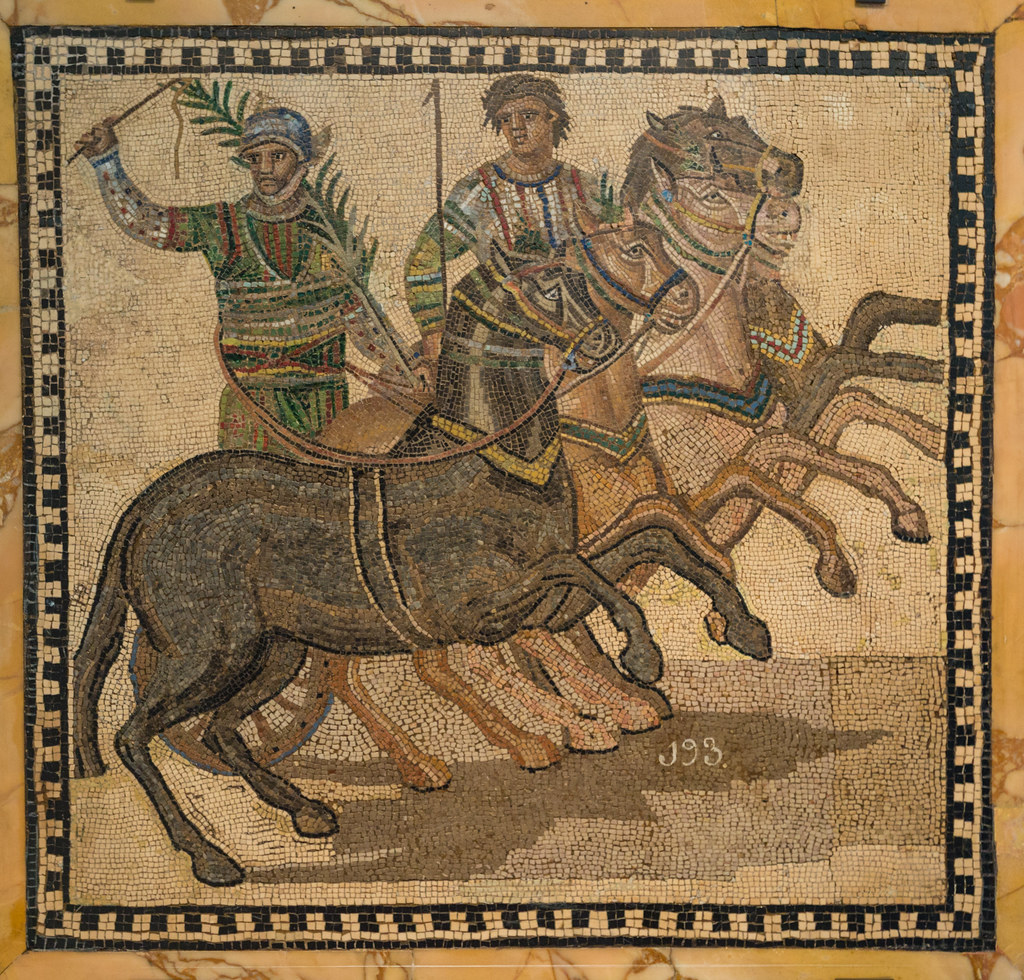
Vainqueur d'une course romaine.

Les Romains ont probablement emprunté les courses de chars aux Étrusques, qui eux-mêmes les ont empruntées aux Grecs, mais les Romains ont également été influencés directement par les Grecs. À Rome, les courses de chars constituent l'un des deux types de jeux publics, les ludi circenses. L'autre type, ludi scaenici, consistant principalement en des représentations théâtrales,. Selon la légende romaine, les courses de chars sont pratiquées par Romulus juste après la fondation de Rome en 753 av. J.-C., comme un moyen de détourner l'attention des hommes sabins. Romulus a envoyé des invitations aux villes voisines pour célébrer la fête des Consualia, qui comprend des courses de chevaux et des courses de chars. Alors que les Sabins sont en train d'apprécier le spectacle, Romulus et ses hommes saisissent les femmes sabines qui deviennent les épouses des Romains,. Les courses de chars sont une partie de plusieurs fêtes religieuses romaines et ces occasions précédées par un défilé (pompa circensis décrite par Tertullien) qui compte les conducteurs de chars, de la musique, des danseurs costumés, et des images de dieux. Alors que la valeur du divertissement des courses de chars a tendance à éclipser tout but sacré, dans l'Antiquité tardive, les Pères de l'Église la montrent comme une pratique « païenne » et déconseillent aux chrétiens d'y participer.
La course de chars est sans conteste « le » sport roi par excellence à Rome, durant un millénaire. Les attelages sont des chevaux et les concurrents des professionnels. Ils font partie d'équipes (factiones) dont chacune arbore des couleurs différentes. Ces courses se pratiquent dans des cirques.

#### Calendrier
Le calendrier des courses évolue dans le temps avec une multiplication des courses. Avant même le règne de Tarquin l'Ancien, les jeux romains des ludi taurei et des ludi saeculares comprennent notamment des courses de chars. Tarquin l'Ancien prend l'initiative de créer des ludi magni ou romani en 500 av. J.-C. avec des courses de chars au programme.
Après les guerres puniques, c'est la multiplication des ludi : ludi megalenses annuels, ludi florales annuels et jeux apollinaires annuels, par exemple. Nouvelle inflation des ludi sous l'Empire : on passe en effet de 76 jours de jeux annuels à la fin de la République à 175 au milieu du IVe siècle. 64 jours étaient consacrés aux courses de chars avec 24 courses par jour. En plus de ce calendrier « officiel », il existait nombre de courses de moindre importance.

### Empire byzantin

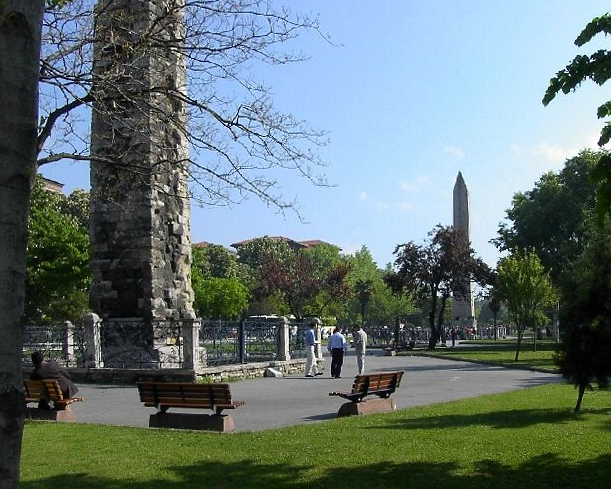
L'hippodrome aujourd'hui, avec l'Obélisque « muré » au premier plan et l'obélisque Thoutmôsis III sur la droite.

L'empire byzantin perpétue nombre de traditions romaines, au premier rang desquelles les courses de chars. Édifié entre 203 et 223, l'hippodrome de Byzance peut accueillir plus de 100 000 spectateurs après l'agrandissement de 330.
Les Byzantins ne conservent pas d'aussi nombreux enregistrements et des statistiques sur les courses comme le font les Romains. À la place des inscriptions détaillées et des statistiques de courses romaines, plusieurs courtes épigrammes en vers sont composées, elles célèbrent quelques-uns des auriges byzantins les plus connus. Les six auriges sur lesquels ces versets élogieux sont écrits sont Anastase, Julianus de Tyr, Faustinus, son fils, Constantin, Uranius, et Porphyrius. Bien que la seule épigramme sur Anastase ne révèle presque rien de lui, Porphyrius est beaucoup mieux connu, trente-quatre poèmes lui étant consacrés.
Constantin Ier préfère les courses de chars aux combats des gladiateurs, qu'il considère comme un vestige du paganisme. Toutefois, la fin des jeux de gladiateurs dans l'Empire est peut-être davantage due à la difficulté et au coût de l'acquisition des gladiateurs qu'à l'influence du christianisme à Byzance. Les Jeux Olympiques sont finalement arrêtés par l'empereur Théodose Ier en 393, peut-être dans une démarche de suppression du paganisme et de promotion du christianisme. Les courses de chars restent populaires. Le fait qu'elles soient liées à la majesté impériale signifie que l'Église ne les empêche pas, bien que d'éminents écrivains chrétiens, comme Tertullien, commencent progressivement à attaquer ce sport. Les spectacles publics ont également été attaqués par Jean Chrysostome,. En dépit de l'influence du christianisme dans l'Empire byzantin, venationes, la sanglante chasse au fauve, a continué comme forme de divertissement populaire durant les premiers jours de l'Empire, dans le cadre de divertissements supplémentaires qui vont de pair avec les courses de chars. Finalement, l'empereur Léon interdit en 489 les spectacles publics les dimanches, montrant que la chasse n'a pas eu le soutien impérial. Les venationes sont totalement interdits par l'empereur Anastase en 498.
Les courses de chars sont importantes dans l'Empire byzantin comme dans l'Empire romain, c'est un moyen de renforcer les classes sociales et le pouvoir politique, y compris la puissance de l'empereur byzantin, et elles sont souvent prétexte à des raisons[Quoi ?] politiques ou religieuses. En outre, les courses de chars sont parfois présentes dans les célébrations des anniversaires des empereurs. Un parallèle explicite est fait entre les conducteurs de chars victorieux et l'empereur victorieux. Les factions nomment leurs vainqueurs en scandant « Réjouissez-vous… vos Seigneurs ont conquis », tandis que l'aurige fait un tour d'honneur, tout en indiquant le parallèle entre sa victoire et celle de l'empereur. En effet, Porphyrius, célèbre aurige de l'Empire byzantin, est sculpté sur la base de l'obélisque de l'empereur Théodose Ier. Il est représenté dans une pose triomphante, acclamé par des partisans. Les courses peuvent être utilisées pour symboliser des sujets religieux ; comme lorsqu'un conducteur de char, dont la mère s'appelle Marie, est tombé de son véhicule et l'a récupéré pour remonter dessus, la foule l'a célébré : « Le fils de Marie est tombé, il a ressuscité, il est victorieux ».
Les citoyens utilisent la proximité avec l'empereur dans les cirques et les théâtres pour exprimer leurs opinions, comme leur mécontentement face à la politique de l'empereur. Les gens seraient devenus si puissants que les empereurs n'ont pas eu d'autre choix que de leur accorder davantage de droits. Toutefois, contrairement au point de vue traditionnel, il apparaît, sur la base de la recherche historique récente, que les empereurs byzantins traitent les protestations et les pétitions des citoyens dans les cirques avec plus de mépris et de dédain que leurs prédécesseurs romains. Justinien (qui règne de 527 à 565), par exemple, semble avoir été dédaigneux par rapport aux pétitions des Verts et de ne jamais avoir négocié avec eux. Il n'y a pas beaucoup de preuves que les courses de chars soient soumises à des pots-de-vin ou d'autres formes de tricherie dans l'Empire romain. Dans l'Empire byzantin, il semble y avoir eu plus de tricheries ; Justinien a réformé le code juridique qui interdit aux conducteurs de placer des malédictions sur leurs adversaires, mais sinon, il ne semble pas y avoir eu de corruption.
Les courses de chars dans l'Empire byzantin et les clubs de course romains, ont continué à jouer un rôle de premier plan dans ces spectacles publics. À cette époque, les Bleus (Vénetoi) et les Verts (Prásinoi) ont fini par éclipser les deux autres factions des Blancs (Leukoí) et rouges (Roúsioi), tout en conservant les alliances paires, bien que celles-ci soient désormais fixées comme Bleu et Blanc contre Vert et Rouge. L'un des auriges les plus célèbres, Porphyrius, a été membre des deux factions, des Bleus et des Verts, à différents moments du Ve siècle. Ces factions du cirque n'étaient plus ces entreprises privées qu'elles étaient pendant l'Empire romain. Au lieu de cela, les courses ont commencé à être financées par l'état et étaient mises sous contrôle impérial. Exécuter les courses de chars aux frais du public était probablement une réduction des coûts et du travail, ce qui rendait plus facile de canaliser les fonds propres dans les organisations de course. L'empereur lui-même appartenait à l'une des quatre factions, et avait soutenu les intérêts d'une des deux factions, les Bleus ou les Verts,.

#### Rivalités entre factions
Les factions sont composées de quatre couleurs : (bleu « veneta »   hiver, vert « praesina », printemps, rouge « russata », été, blanc « albata », automne). Adopter la couleur de leurs auriges préférés est un moyen de montrer sa fidélité à cette course particulière ou à une faction. Beaucoup de jeunes hommes dans les clubs de supporteurs, ou dans des factions, ont adopté des vêtements et des coiffures extravagantes, comme des manches bouffantes. Il est évident que ces jeunes hommes sont les membres de la faction les plus enclins à la violence et à l'extrême rivalité entre factions. Certains chercheurs ont tenté de faire valoir que la rivalité et la violence entre factions sont dues aux oppositions d'opinions religieuses ou politiques, mais plus probablement, les jeunes hommes se sont fortement identifiés à leur faction et à la solidarité du groupe. La violence entre factions a probablement été engagée de la même manière que la violence dans le football moderne.

##### Massacre de Nika
Les jeux eux-mêmes sont au centre de la violence entre factions, le massacre de Nika entraîne le décès de 80 000 supporteurs. Le 13 janvier 532, une émeute éclate à Byzance après l’annulation des courses du jour à l’hippodrome. Les supporteurs des deux écuries traditionnellement rivales (Verts et Bleus) manifestent unanimement leur hostilité envers l’empereur Justinien dès son arrivée en tribune. Ce mouvement d’humeur est en fait téléguidé par des raisons politiques. Les supporteurs mettent la ville à sac pendant cinq jours, tandis que l’empereur prépare sa fuite. Sur les conseils de sa femme, Théodora, Justinien renonce finalement à fuir et ordonna le massacre des mécontents ; 40 000 morts, dont plus de 35 000 Verts et plusieurs centaines de Bleus. Cette tragédie est connue sous le nom « de sédition Nika » en raison du cri « Nika ! Nika ! » (« Gagne ! gagne ! ») que scandent les supporteurs de courses de chars. La faction des Verts est anéantie, mais se reforme bien vite.

##### Influence politique et religieuse
Les Bleus et les Verts sont plus que de simples équipes sportives. Ils ont acquis une influence dans les domaines militaire, politique,, et sur des questions théologiques. Bien que l'hypothèse longtemps admise a voulu que les Verts tendent vers le Monophysisme et les Bleus vers l'Orthodoxie, il est désormais largement admis que les factions n'ont aucun lien d'allégeance religieuse, en dépit du fait qu'elles ont agi dans un environnement saturé de controverses religieuses,. Selon certains chercheurs, la rivalité bleu-vert a contribué à la montée de l'Islam, tandis que les inimitiés entre factions ont été exploitées par l'Empire sassanide dans ses conflits avec les Byzantins pendant le siècle qui a précédé l'avènement de l'Islam. Khosro Ier a érigé un hippodrome près de Ctésiphon pour soutenir les Verts, en contraste délibéré avec son ennemi, Justinien, qui favorise les Bleus.

#### Disparition
Les courses de chars semblent avoir diminué au cours du VIIe siècle, avec les pertes de l'Empire aux mains des Arabes et le déclin de la population et de l'économie. Les Bleus et les Verts, privés de tout pouvoir politique, sont relégués à un rôle purement honorifique. Après la sédition Nika, les factions deviennent moins violentes, en même temps que leur importance dans les cérémonies impériales s'accroît. En particulier, l'empereur iconoclaste Constantin V (règne : 741-775) courtise les factions en vue de leur soutien dans ses campagnes contre les moines. Elles aident l'empereur à exécuter ses prisonniers. Constantin V semble avoir donné aux factions un rôle politique en plus de leur rôle traditionnel dans les cérémonies. Les deux factions ont poursuivi leurs activités jusqu'à ce que la cour impériale soit déplacée dans le quartier des Blachernes au cours du XIIe siècle.
Le 12 avril 1204 marque une date importante pour Byzance et pour les courses de chars. Lors de la quatrième croisade, Byzance tombe aux mains des Latins. C’est la fin des courses de chars. Les Latins pillent la ville et Venise fait notamment main basse sur le fameux quadrige de bronze doré de l’hippodrome de Byzance qui orne depuis la place Saint-Marc. Les courses sont alors en déclin depuis un demi-siècle à Byzance. L’hippodrome, mal entretenu, est même partiellement détruit dans un grand incendie. En 1261, Byzance est reprise par les Grecs, mais l’hippodrome, à moitié détruit, ne permet pas la reprise des courses de chars. La fin des fastueux programmes sportifs et la mise sous siège incessante de la ville jusqu’à la prise par les Turcs entraînent chez les Byzantins, désormais « peuple sans divertissements », une humeur austère et une tristesse profonde.

## Description
La partie la plus excitante de la course de chars, au moins pour les spectateurs, est celle où sont négociés les virages aux extrémités de l'hippodrome. Ces tours sont très dangereux et souvent mortels. Si un char n'a pas déjà été renversé par un adversaire avant le virage, il peut être renversé ou écrasé (avec les chevaux et les pilotes) par les autres chars.

### Conducteurs et auriges

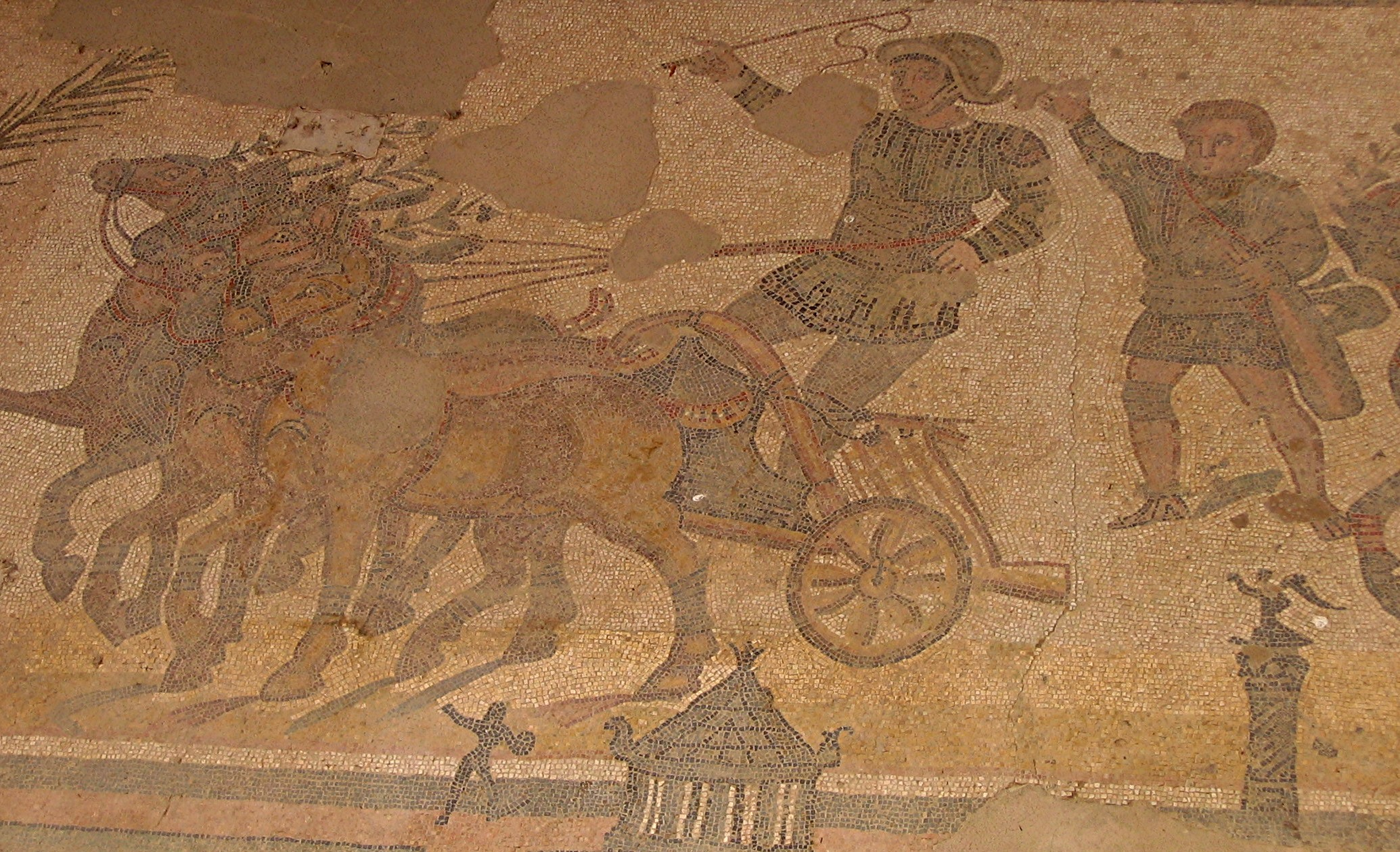
Mosaïque du gymnase de la Villa romaine du Casale, Sicile, IIIe siècle / IVe siècle.

Contrairement aux autres événements olympiques, les conducteurs de chars grecs ne concourent pas nus, probablement pour des raisons de sécurité car de la poussière est soulevée par les chevaux, mais aussi en raison de la probabilité d'accidents. Les coureurs portent un vêtement à manches appelé xystis. Il tombe à la cheville et se fixe sur le haut de la taille avec une ceinture ordinaire. Deux sangles traversent le dos de haut en bas pour empêcher la xystis de « gonfler » pendant la course.
Le plus célèbre des auriges romains est Gaius Appuleius Diocles (104-146). En 24 ans de carrière, cet « Hispanus lusitanus » prend part à 4 257 courses pour 1 462 victoires. Mis à part Diocles, citons Publius Aelius Gutta Calpurnianus (1 127 victoires), Marcus Aurelius Liber (3 000 victoires), Pompeius Muscosus (3 559 victoires), Crescens, Musclosus (1 361 victoires), Hylas, Urbicus, Carisia Nesis Scirtus, Scorpianus (700 victoires), les frères Marcus Aurelius Polynice et Marcus Aurelius Mollicius Tatianus, Cl. Aurélie Polyphoniques, Eutymus, Sex. Vistilius Helenus et Flavius Scorpus qui compte 2 048 victoires quand il trouve la mort à 26 ans en course; il est dès lors l’objet d’un authentique culte à Rome et dans tout l’Empire.

### Chars
Les chars eux-mêmes sont renommés en chars de guerre[Quoi ?], ils sont essentiellement constitués de bois avec deux roues et un dos ouvert, bien que les chars à cette époque ne soient pas utilisés pour la bataille. Les pieds de l'aurige sont maintenus en place, mais le panier repose sur l'axe des roues, de sorte que le trajet est cahoteux.

### Équipement des chevaux

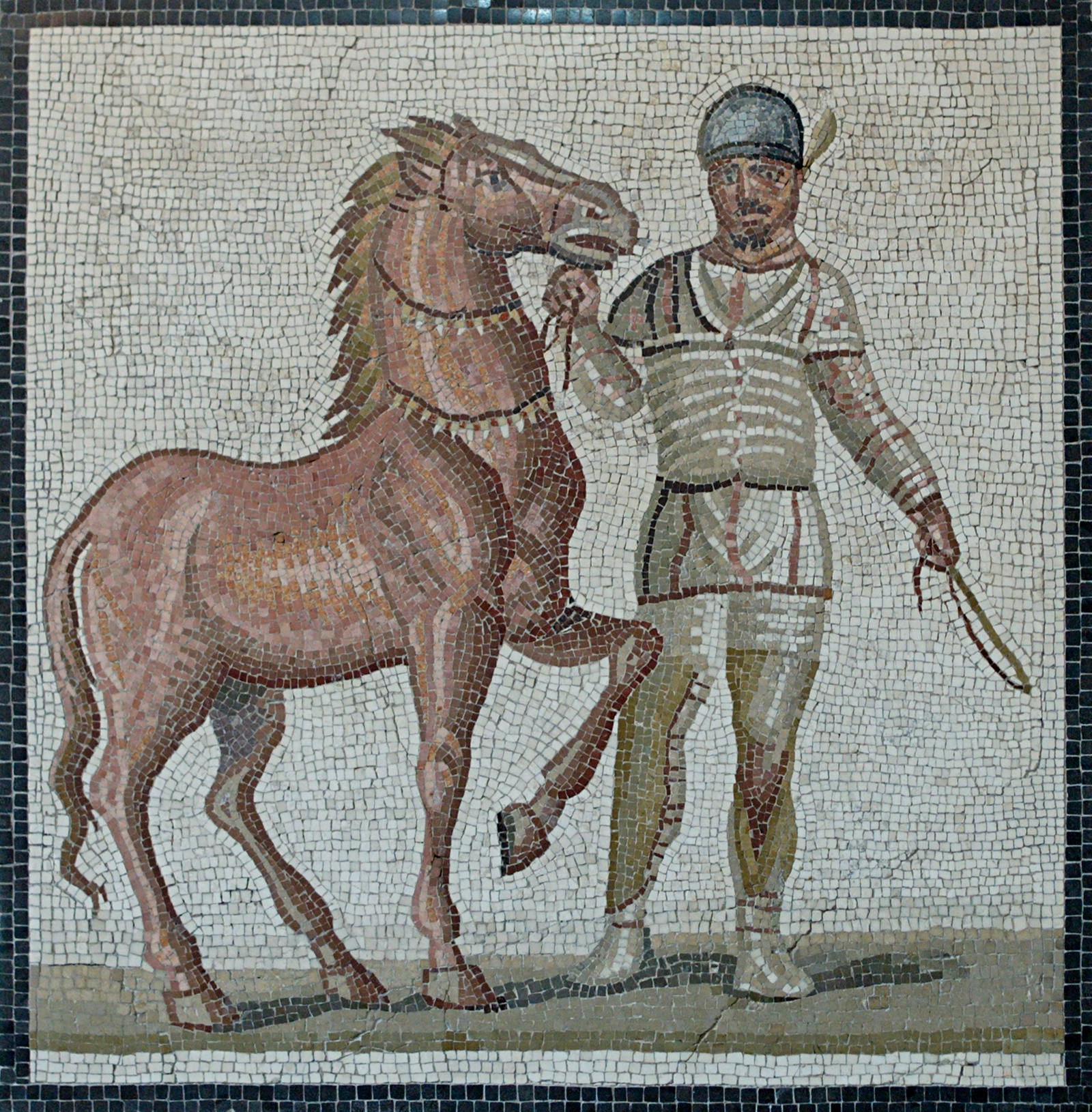
Mosaïque de pavement à l'aurige à casaque blanche, représentant l'une des quatre factions du cirque, villa des Sévères à Baccano (16 milles de la Via Appia), première moitié du III, conservée au musée national romain (Palais Massimo alle Terme) à Rome.

Les chevaux sont équipés des bannières de leurs équipes et de plumets.

#### Noms
Dans l'Antiquité romaine, le fait de nommer les chevaux de courses est assez répandu, et sur des supports très divers : ce nom est fréquemment donné sur les mosaïques africaines mais aussi sur des objets, divers tant dans leur forme que dans leur matière, ainsi que dans les documents épigraphiques. Les noms de chevaux dans l'Antiquité romaine se répartissent globalement selon cinq catégories :
- caractères physiques ou psychologiques ;
- liens avec la mythologie ;
- métiers ou activités ;
- noms d'animaux ;
- liens avec des lieux[67].

Ces catégories, identifiées à partir de sources épigraphiques, sont représentées dans la mosaïque des chevaux trouvée à Carthage, qui présente selon Salomonson des « images parlantes qui chacune comportent une allusion au nom de l'un des chevaux de course représentés [...] par des indications figuratives ». La mosaïque est originale et « aucun parallèle exact ne peut [...] être cité ».

### Règles
- Nombre de tours à effectuer : 7
- Distance de la course : 7 kilomètres et demi

### Cirques et hippodromes

#### Cirques

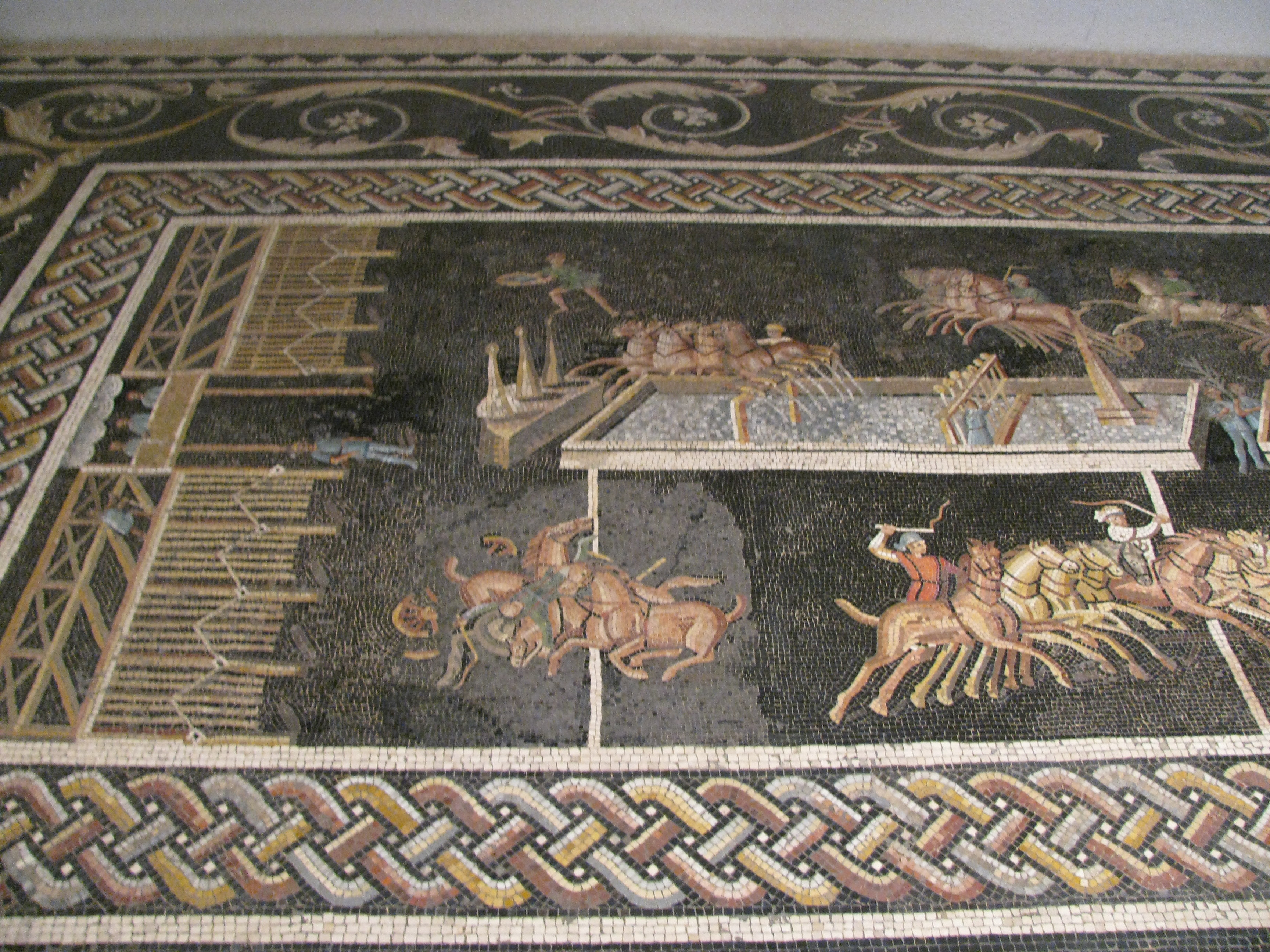
Mosaïque des Jeux du cirque - Lyon, musée gallo-romain. Les carceres et la spina ornée de bassins

Les cirques sont d'imposants bâtiments dédiés aux courses de chars. Le plus fameux d'entre eux, le Circus Maximus de Rome, dans la vallée entre le Mont Palatin et l'Aventin, a pu accueillir jusqu'à 250 000 spectateurs, il était le premier cirque dans la ville de Rome. À l'image de Rome qui se dote d'une telle enceinte dès 500 av. J.-C., nombre de villes du monde romain en disposent également.
Ceux de Carthage et de Byzance sont les plus imposants hors de Rome, le Circus Maximus faisant 600 m de longueur et 180 m de largeur. Il convient de ne pas confondre la notion de cirque (hippodrome pour les Romains) avec celle d'amphithéâtre, destiné notamment aux combats de gladiateurs et autres spectacles.
- La piste : elle est de longueur variable selon les cirques, et composée de plusieurs couches de matériaux suffisamment durs pour résister aux passages répétés des chars. À la surface est répandue une couche de sable ou de terre.

- La spina et ses édicules : C'est un muret longitudinal et un obstacle infranchissable entre la piste aller et la piste retour et qu'il fallait donc contourner. Il servait de support à de nombreux édicules ayant soit une simple fonction décorative et symbolique, soit un véritable rôle dans le déroulement de la course (édifices aux œufs et aux dauphins permettant le comptage des tours de piste). Sculptures d'athlètes et d'animaux, pavillons ressemblant à de petits temples ronds, au milieu un obélisque (symbole solaire et royal) et des bassins contenant une réserve d'eau utile au rafraîchissement des attelages : des aides placés sur la piste y puisaient de l'eau afin d'asperger les chevaux et les cochers en pleine action. À chaque extrémité s'élevait une borne (meta) comprenant trois cônes posés sur un podium semi-circulaire.

- Les carceres : Stalles de départ au nombre de douze. Chacune d'elles était suffisamment spacieuse pour loger un attelage et un garçon d'écurie chargé de tenir les guides jusqu'à l'ouverture des portes, lesquelles étaient légères et constituées de deux battants ajourés en bois ; un mécanisme ingénieux utilisant des cordes permettait l'ouverture simultanée des douze portes. Au centre, séparant les stalles en deux groupes égaux, se trouvait la porta pompae pour l'entrée solennelle des processions inaugurales et au-dessus de laquelle se tenait la loge de départ (editoris tribunal) réservée au magistrat organisateur et président des jeux.

À côté des conducteurs et des auriges, divers personnages évoluent sur la piste du cirque, dans les coulisses ainsi que dans les gradins. Ils se divisent en quatre catégories : les employés du cirque, les employés rattachés à une faction, des acteurs sportifs et les marchands.
- Parmi les employés rattachés à une faction se trouvent les hortatores, les sparsores, les conditores, les médecins, les vétérinaires et divers artisans.

- Parmi les acteurs sportifs, en dehors des aurigae (conducteurs de biges) et des agitatores (les auriges, conducteurs de quadriges), il y avait des cursores.

- Parmi les employés du cirque, il y avait des musiciens, des juges, des préposés au maniement des compte-tours, bâtis qui se dressaient sur la spina.

- Dans les gradins déambulaient des marchands qui vendaient aux spectateurs leurs produits : boissons, charcuterie, pâtisserie, etc.

#### Hippodrome de Constantinople
L'hippodrome de Constantinople (un cirque romain, et non pas l'espace ouvert des hippodromes grecs) est relié au palais de l'empereur et de l'église de Sainte-Sophie, ce qui permet aux spectateurs de voir l'empereur comme s'ils sont à Rome. L'hippodrome est situé à l'ouest du palais impérial, et il y a un passage privé du palais à la boîte de l'empereur, le kathisma, où l'empereur se montre à ses sujets. L'un des premiers actes de Justinien, certain de devenir empereur, a été de reconstruire le kathisma, ce qui l'a rendu plus noble et plus impressionnant.

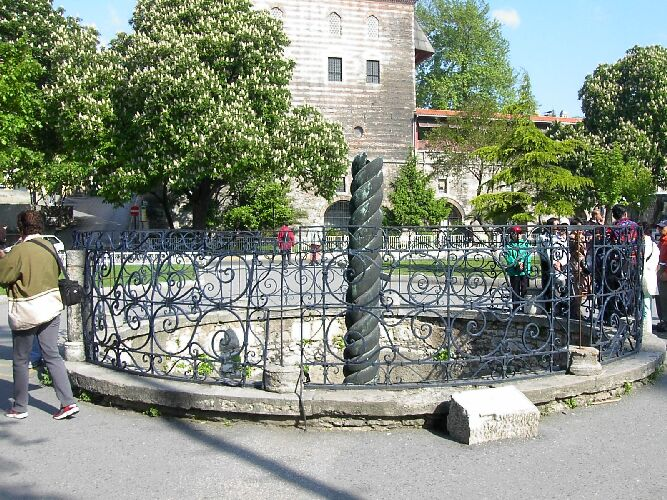
Colonne serpentine
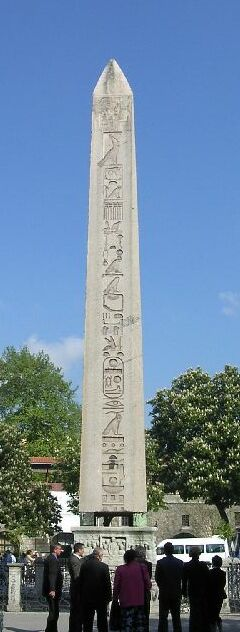
L'obélisque

## Représentations dans l'art antique

### Mosaïque des chevaux de Carthage

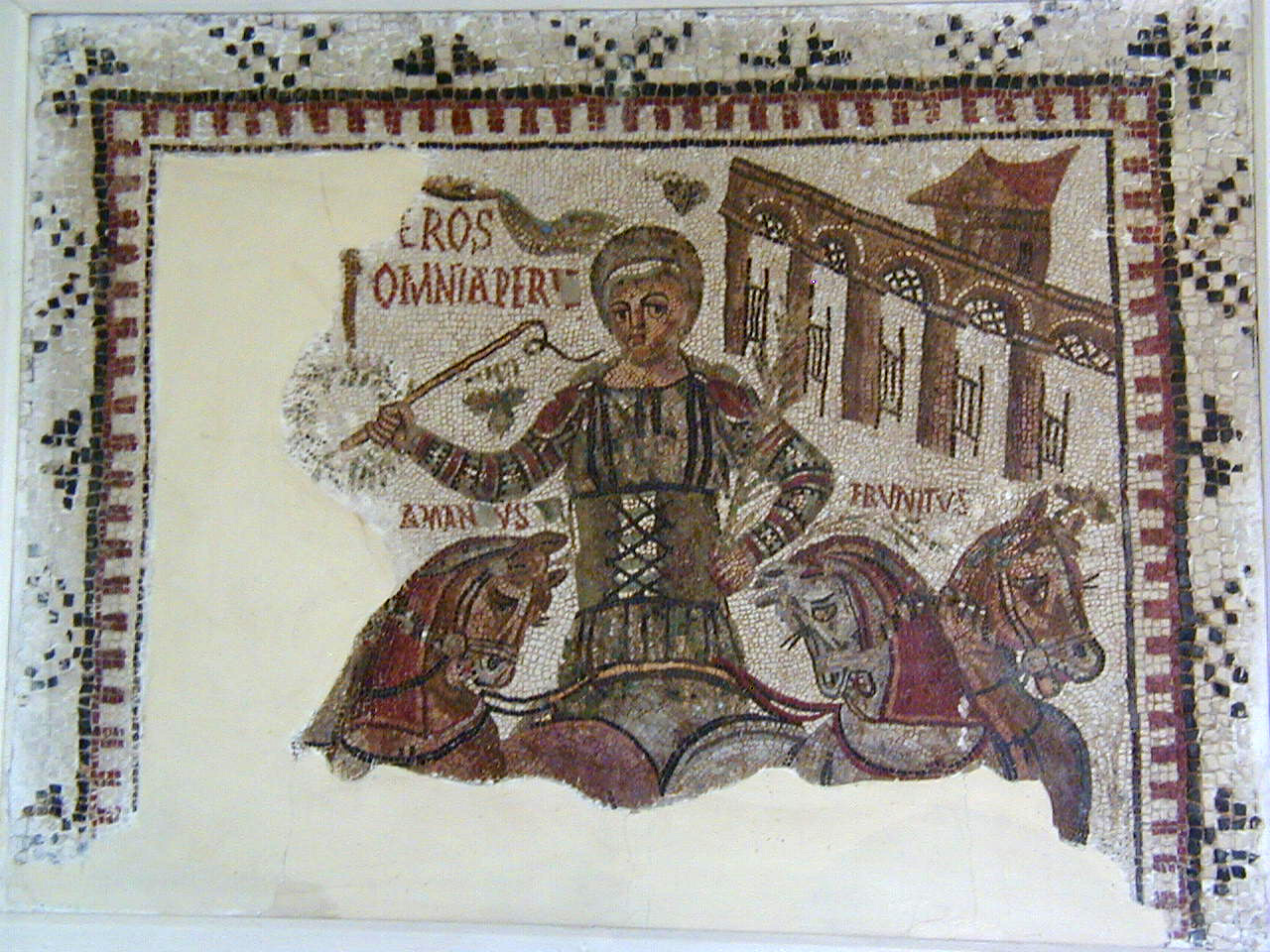
Mosaïque dite de lAurige vainqueur, Dougga, IV, conservée au musée national du Bardo : remarquer les noms des chevaux

De nombreux panneaux de cette mosaïque antique représentent un décor avec des chevaux de course préparés pour une course de cirque, et munis de colliers avec le nom entier ou abrégé du propriétaire. 56 panneaux exposent des portraits de chevaux et cinq des sparsores ou des auriges
Huit ou neuf médaillons représentent des personnages, en particulier des auriges vainqueurs (quatre selon Jean-Paul Thuillier). Sur les grands côtés, on trouve quatre sparsores portant des couleurs différentes : ils représentent les diverses équipes (factiones) du cirque. Le fait qu'ils soient le sujet de carrés entiers aux côtés des auriges invite à considérer leur rôle autre que subalterne, tel un rôle de directeur de courses d'après Charles-Picard. Selon lui, l'ustensile que le sparsor tient dans sa main serait un porte-voix ; mais Salomonson, qui y voit un récipient, présente le port de petites amphores ou de cruches comme « le signe distinctif de leur fonction particulière ». L'image positive des sparsores aurait été due aux dangers encourus dans les jeux du cirque par ces derniers, placés souvent à des endroits dangereux de la piste pour arroser les naseaux des chevaux.
L'œuvre témoigne de l'importance des courses de chars dans la société aisée de l'Antiquité tardive,.

### Chevaux de Saint-Marc

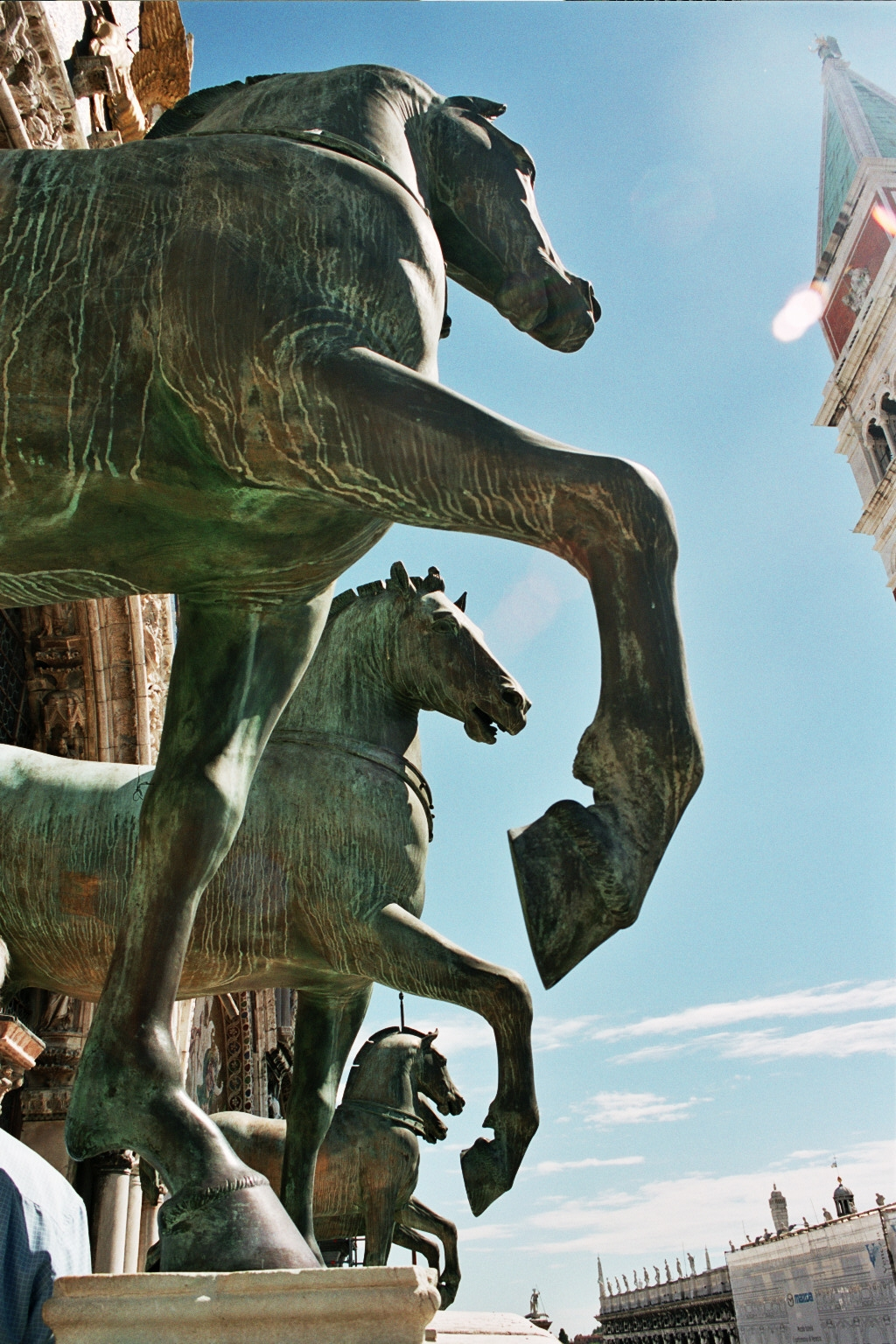
Les chevaux de Saint-Marc à Venise.

Les chevaux de Saint-Marc sont un ensemble de statues grecques ou romaines en bronze de quatre chevaux, faisant partie d'un quadrige qui ornait autrefois l'Hippodrome de Constantinople. Ils datent de la fin de l'Antiquité classique. En 1204, le doge Enrico Dandolo les envoie à Venise dans le cadre de la mise à sac de Constantinople, lors de la quatrième croisade.

## Dans la culture populaire moderne
Les courses de char sont une source d'inspiration pour des artistes modernes et en spectacle.
Les adaptations du roman Ben-Hur les mettent en scène, tout comme de nombreux péplums.
En bande-dessinée, les œuvres ayant pour cadre l'Empire romain, comme Astérix et Alix, ne manquent pas d'en présenter.
En peinture, l'œuvre de Gérôme Course de chars (peu connue) et de Checa (Course de chars à Rome).
Elles sont enfin mises en spectacle par exemple au Puy du Fou ou au stade de France avec le spectacle tiré de Ben-Hur.